# أسعد بابكر
ايمن يحي (من مواليد1975) هو صاحب شركة ميلانو للمبيدات الحشريه اف 16 .